# 霊渠
霊渠（れいきょ）は、秦の始皇帝が築いた運河である。現在の中華人民共和国広西チワン族自治区桂林市興安県に現存。全国重点文物保護単位である。

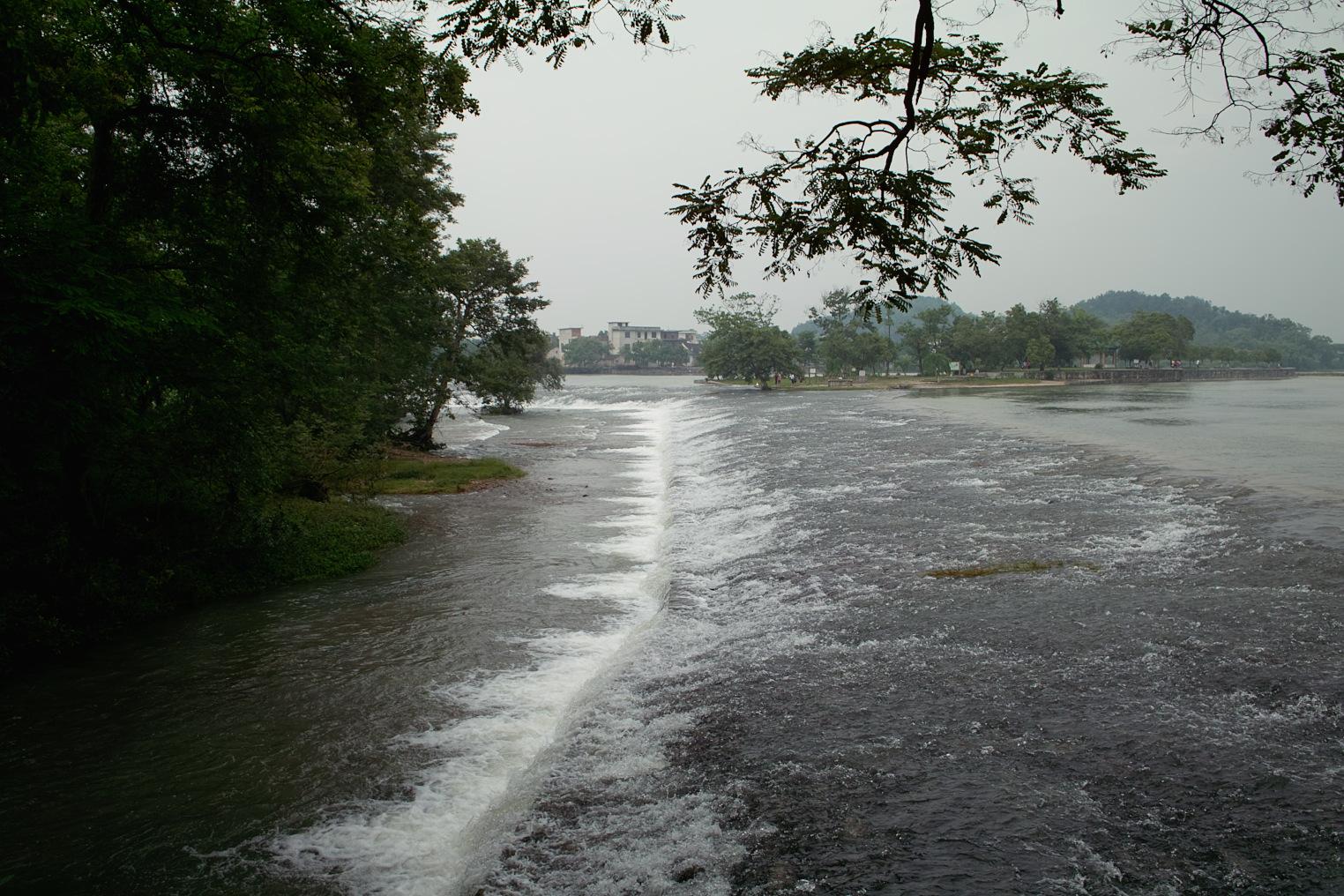
霊渠

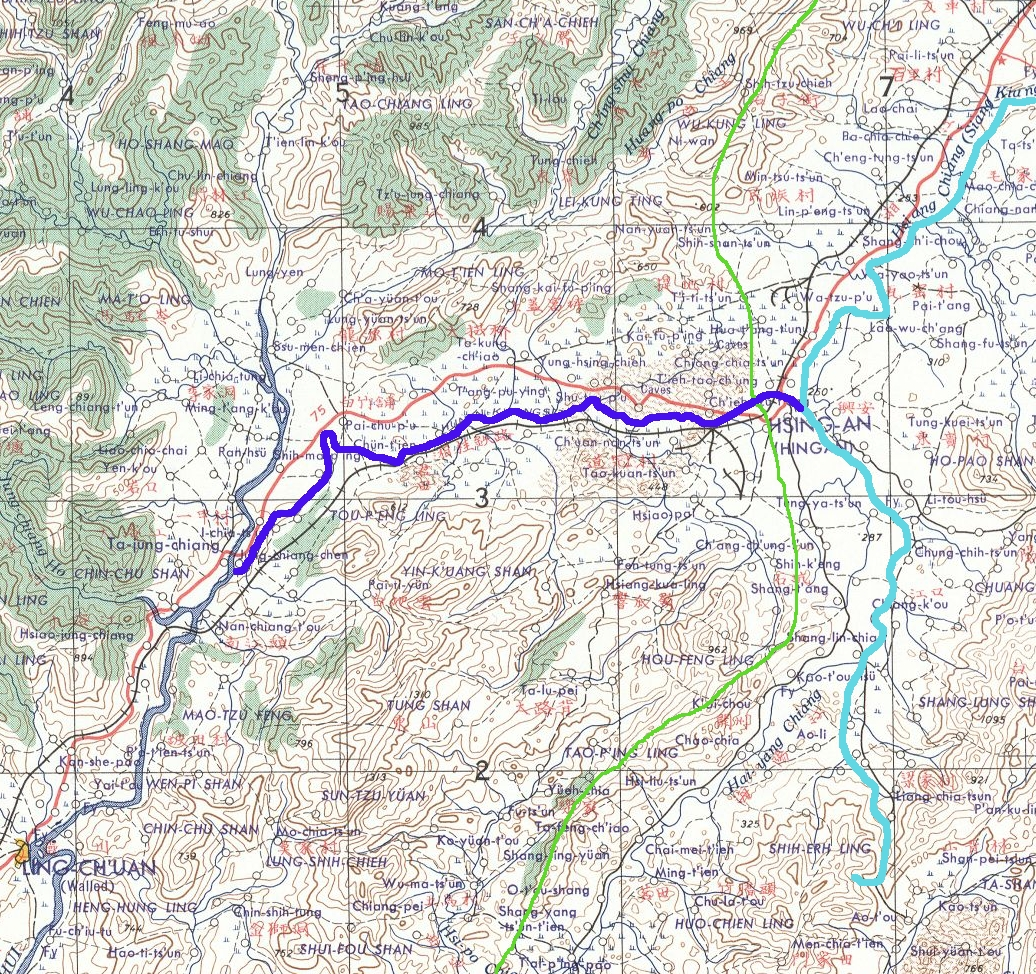
青色の太線が霊渠

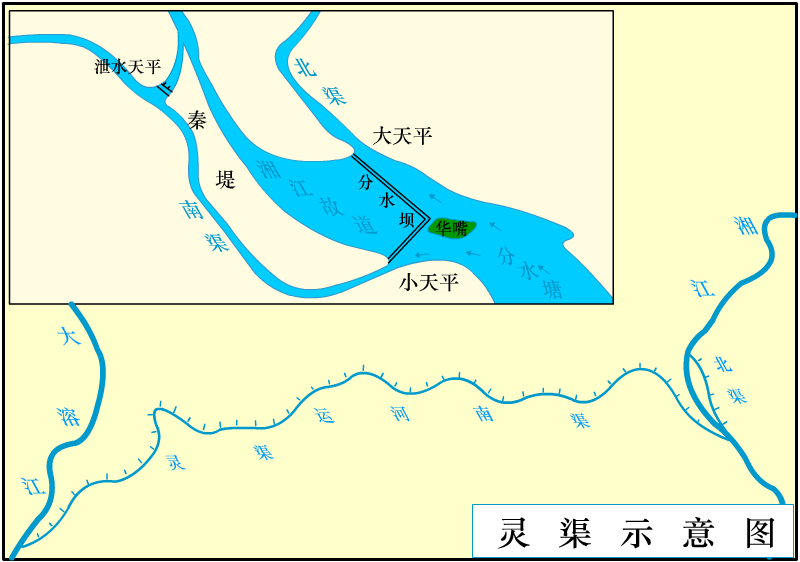
左上は分水塘付近の拡大図

## 概要
揚子江の支流の湘江と、広東地方の西江へと流れる漓江を結ぶ運河。紀元前221年に建造開始、紀元前214年に完成。36の水門で水位を調節するという高度な技術が施された灌漑施設である。全長33.1キロメートル、西にある漓江と繋がり海まで到達している。南越征服のために始皇帝が築いた。
元は秦の軍事物資の運搬用として建造された。12世紀ごろから灌漑施設として運用され始め、現在に至るまで運用が続いている。12世紀当初の灌漑農地面積は約600ヘクタール、現代ではポンプ運用用地も含め約2,690ヘクタールまで拡大している。

## 経緯度
分水塘(取水池)